# Antonio María Llopis
Antonio María Llopis Galofré fue un empresario químico y político español. En enero de 1946 fue nombrado por el ministro de Gobernación Alberto Martín-Artajo presidente de la Diputación Provincial de Barcelona, cargo que ocupó hasta abril de 1949. A la vez, fue procurador en las Cortes franquistas desde 1946. Su capacidad de maniobra política estaba muy mermada, puesto que toda la actividad era fiscalizada por el gobernador civil Eduardo Baeza Alegría. Durante su mandato formó una comisión encargada de trasladar al ministro Martín Artajo la oposición de la Diputación al proyecto de Ley de Bases de Régimen Local porque ocasionaba un descenso importante de los ingresos económicos de la Corporación provincial.
Representante del sector industrial catalán, también fue presidente de la Cámara Oficial de Comercio, Industria y Navegación de Barcelona entre 1944 y 1954. Formó parte de la Comisión para resolver el conflicto de la huelga de tranvías de 1951.
| Predecesor: Luis Argemí | Presidente de la Diputación de Barcelona 1946-1949 | Sucesor: Joaquín Buxó-Dulce de Abaigar |